# Cascais Kommune
Cascais Kommune er en kommune i distriktet Lissabon, Portugal. Hovedbyen er Cascais, og kommunen har et areal 97,4 km² og et indbyggertal på 205.117 pr. 2011. Ti år før var indbyggertallet på 170.683, hvilket gør kommunen til en af de hastigst voksende i landet i løbet af en tiårsperiode. 
Området er kendt for at være et velhaverområde, hvor en række af Portugal og Europas rigeste og mest prominente familier har holdt ferie, herunder flere europæiske konger og dronninger.  
Cascais by ligger ca. 30 km. fra Lissabon og kan nås via motorvej eller jernbane.  